# (10016) Yugan
(10016) Yugan – planetoida z grupy pasa głównego asteroid okrążająca Słońce w ciągu 3 lat i 311 dni w średniej odległości 2,46 j.a. Została odkryta 26 września 1978 roku. Przed nadaniem nazwy planetoida nosiła oznaczenie tymczasowe (10016) 1978 SW7.